# قانون فيل
قانون فيل ورسميًا "قانون 17 يناير 1975 بشأن الإنهاء الطوعي للحمل" (بالفرنسية: loi du 17 janvier 1975 relative à l'interruption volontaire de grossesse)‏، هو قانون يتعلق بإلغاء تجريم الإجهاض في فرنسا. وقد أعدته سيمون فيل، وزيرة الصحة أثناء رئاسة فاليري جيسكار ديستان.
صدر القانون في 17 يناير 1975 لمدة خمس سنوات. وتم تجديده دون حد زمني بموجب قانون صدر في 31 ديسمبر 1979.

## خلفية

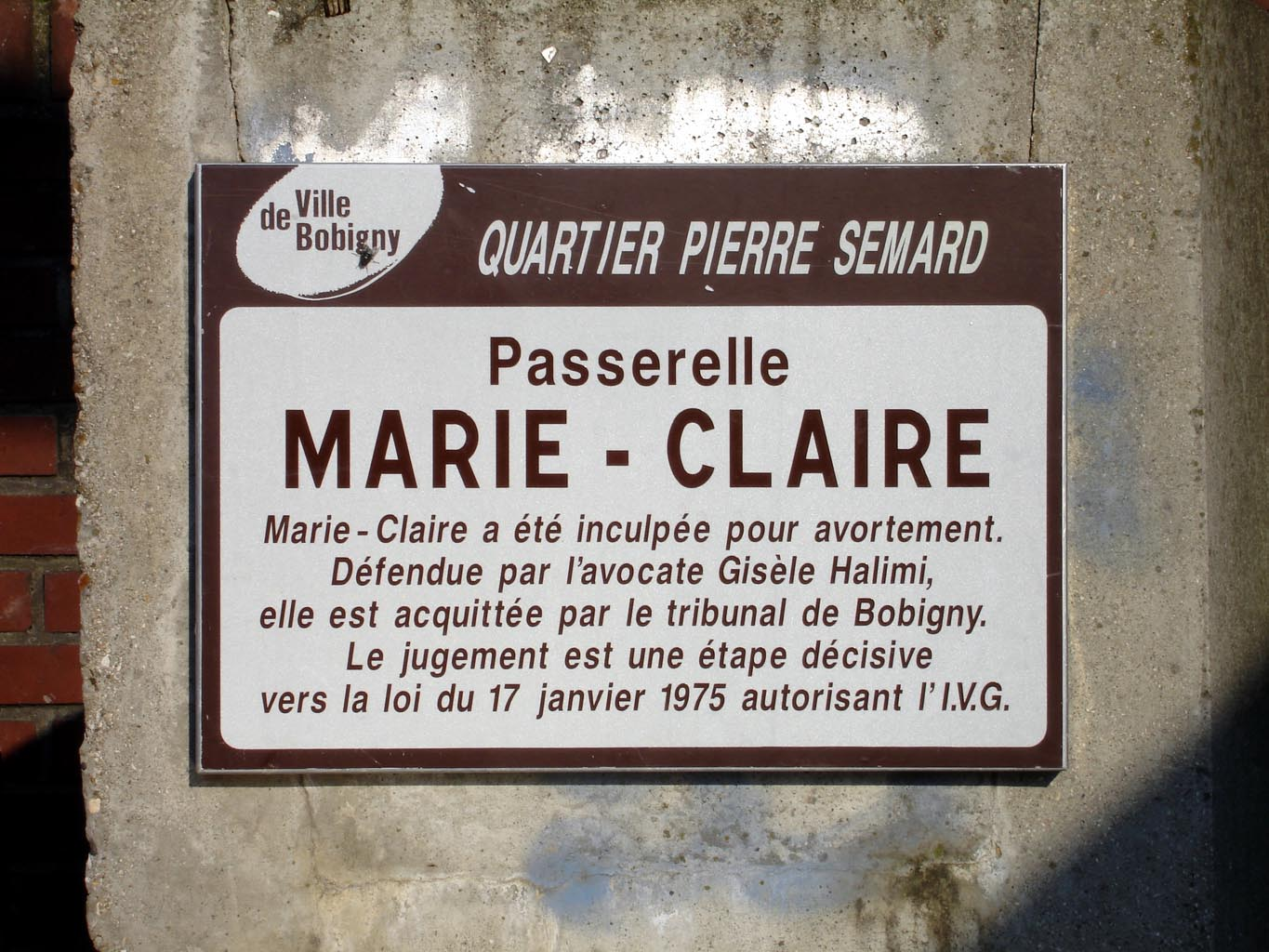
لافتة على جسر المشاة ماري كلير في بوبيني، تذكر بأهمية محاكمة بوبيني في المناقشات التي أدت إلى التصويت على قانون فيل

سبق التصويت حلقات مختلفة مرتبطة بشكل مباشر وغير مباشر بحظر الإجهاض، مثل تقنين وسائل منع الحمل (1967)، وبيان 343 (1971)، ومحاكمة بوبيني (1972) وبيان 331 (1973). بعد محاكمة بوبيني، أصدر وزير العدل تعليماته إلى الوزارة العامة بالتوقف عن مقاضاة الإجهاض.
تم طرح قانون مبكر يلغي تجريم الإجهاض في عهد رئاسة جورج بومبيدو (1969-1974).
وعد فاليري جيسكار ديستان بإلغاء تجريم الإجهاض خلال حملته الرئاسية في عام 1974. بصفته وزيرًا للعدل، كان على جان لوكانويه الدفاع عن القانون في البرلمان، لكنه رفض لأسباب أخلاقية شخصية. ولذلك، تم تكليف وزيرة الصحة سيمون فيل بإعداد القانون بعد فترة وجيزة من الانتخابات. وعرضت القانون على الجمعية الوطنية في 26 نوفمبر 1974، معلنة في كلمتها:
| « | أقول هذا بكل قناعتي: يجب أن يبقى الإجهاض هو الاستثناء، والملجأ الأخير في الحالات التي لا يوجد فيها أي خيار آخر. ولكن كيف يمكن السماح بالإجهاض دون أن يفقد طابعه كاستثناء، ودون إعطاء الانطباع بأن المجتمع يشجعه؟ أود، أولا وقبل كل شيء، أن أشاطركم قناعة المرأة - وأعتذر عن القيام بذلك أمام هذه الجمعية المؤلفة بشكل شبه حصري من الرجال - فلا توجد امرأة تلجأ إلى الإجهاض والفرح يملأ قلبها. ببساطة استمع للنساء. إنها دائما مأساة وستبقى دائما مأساة. ولهذا السبب، عندما يأخذ القانون المعروض أمامكم الوضع القائم بعين الاعتبار، وعندما يعترف بإمكانية الإجهاض، فإنه يهدف إلى السيطرة عليه، وثني المرأة قدر الإمكان. | » |

وكان التصويت موضوع نقاش ساخن، وأحيانا شرس. وأعلن جان فوير، الذي قاد المعارضة للقانون، في رده:
| « | لا يساوركم أدنى شك: إن رأس المال قد نفد صبره للاستثمار في صناعة الموت هذه، ولن يمر وقت طويل حتى نتعرف على "المجهضين" في فرنسا، هذه المسالخ حيث تتراكم جثث الأطفال الصغار، المسالخ التي أتيحت لزملائي الفرصة لزيارتها في الخارج. | » |

وبعد حوالي 25 ساعة من النقاش المكثف من قبل 74 متحدثًا، تم اعتماد القانون أخيرًا من قبل الجمعية في 29 نوفمبر 1974 في الساعة 3:40 صباحًا، بتصويت 284 صوتًا مؤيدًا و189 معارضًا، وذلك بفضل الدعم شبه الإجماعي من اليسار والوسط، ضد اعتراض الأغلبية، ولكن ليس كل أعضاء اليمين، بقيادة جان فوير من اتحاد الديمقراطيين من أجل الجمهورية، بما في ذلك حزب سيمون فيل نفسه.
صدر القانون في 17 يناير وكان ساري المفعول في البداية لمدة خمس سنوات على أساس تجريبي. وتم تجديده دون أجل محدد بموجب القانون عدد 1204 لسنة 1979 المؤرخ في 31 ديسمبر 1979.  

## المحتوى
ألغى القانون، لمدة خمس سنوات، تجريم الإنهاء الطوعي للحمل قبل نهاية الأسبوع العاشر من الحمل، بشروط معينة:
- حالة الشدة؛
- الحمل لمدة تساوي أو تقل عن 10 أسابيع (12 أسبوعًا من انقطاع الطمث)؛
- التدخل الذي يقوم به الطبيب في المستشفى؛
- معلومات إلزامية وإجراءات التفكير: استشارات طبية (مع تأخير للتفكير بين الاثنين) يعرض فيها الأطباء المخاطر والبدائل، واستشارة نفسية واجتماعية؛
- الموافقة المؤكدة كتابيًا؛
- الأطباء وغيرهم من العاملين في مجال الرعاية الصحية المشمولين بشرط الضمير، بحيث لا يُطلب من أي شخص إنهاء الحمل إذا كانت لديه اعتراضات أخلاقية.

كما أجاز القانون، لمدة خمس سنوات، الإجهاض الطوعي لأسباب علاجية، ويمكن ممارسته في ظل ظروف معينة:
- خطر جسيم على صحة الوالدين أو احتمال قوي بأن الطفل الذي لم يولد بعد سيعاني من حالة خطيرة بشكل خاص تعتبر غير قابلة للشفاء في وقت التشخيص، كما يشهد على ذلك طبيبان؛
- بدون تأخير، ويمكن إجراؤها حتى اليوم الأخير من الحمل؛
- التدخل الذي يقوم به الطبيب في المستشفى؛
- الأطباء وغيرهم من العاملين في مجال الرعاية الصحية المشمولين بشرط الضمير، بحيث لا يُطلب من أي شخص إنهاء الحمل إذا كانت لديه اعتراضات أخلاقية.